# 德拉甘·莫姆契洛维奇 (外交官)
德拉甘·莫姆契洛维奇（1955年3月3日—），南斯拉夫、塞尔维亚外交官，曾任塞尔维亚和黑山驻华大使、塞尔维亚驻瑞典大使等职。

## 生平
1955年3月3日，德拉甘·莫姆契洛维奇出生于南斯拉夫社会主义联邦共和国塞尔维亚社会主义共和国的潘切沃。毕业于贝尔格莱德大学经济学院。
1981年起，莫姆契洛维奇在南斯拉夫外交部任随员。1984年至1988年，在比利时布鲁塞尔任南斯拉夫驻欧洲经济共同体代表团秘书。1988年至1991年，任外交部顾问。1991年至1997年任南联盟/南联盟驻比利时大使馆临时代办。1997年至2000年，任驻外交部公使衔参赞。2000年，出任南联盟驻法国大使馆临时代办。2001年，任外交部新闻处处长、驻外交部全权公使。2001年至2003年，任南联盟/塞黑驻土耳其伊斯坦布尔总领事馆总领事。2003年，任驻外交部大使。2004年至2006年，任塞黑驻华大使馆大使。2006年至2007年，任外交部欧盟总司副司长、驻外交部大使。2007年至2009年，任驻外交部大使。2009年至2013年，任驻埃塞俄比亚大使馆大使。
2013年至2017年，任外交部副部长，主管领事问题。2016年4月19日，率外交部代表团与白俄罗斯共和国外交部代表团就领事问题举行磋商。
2017年，出任驻瑞典大使馆大使。2021年11月26日，率团参加塞尔维亚和瑞典在欧盟一体化领域的双边磋商。